# Arcidiocesi di Hobart
L'arcidiocesi di Hobart (in latino Archidioecesis Hobartensis) è una sede della Chiesa cattolica in Australia immediatamente soggetta alla Santa Sede. Nel 2023 contava 95.290 battezzati su 557.569 abitanti. È retta dall'arcivescovo Anthony John Ireland.

## Territorio
L'arcidiocesi comprende lo stato australiano della Tasmania.
Sede arcivescovile è la città di Hobart, dove si trova la cattedrale di Santa Maria.
Il territorio è suddiviso in 27 parrocchie.

## Storia
Il vicariato apostolico di Hobart fu eretto il 5 aprile 1842 con il breve Ex debito di papa Gregorio XVI, ricavandone il territorio dal vicariato apostolico della Nuova Olanda e della Terra di Van Diemen (oggi arcidiocesi di Sydney).
Il 22 aprile dello stesso anno il vicariato apostolico fu elevato a diocesi, entrando a far parte della nuova provincia ecclesiastica di Sydney.
Il 31 marzo 1874 divenne suffraganea dell'arcidiocesi di Melbourne.
Il 3 agosto 1888 la diocesi fu elevata al rango di arcidiocesi metropolitana in forza del breve Divinae providentiae di papa Leone XIII. Con lo stesso documento, il papa si riservò la facoltà di erigere in aliud tempus una diocesi suffraganea per la sede di Hobart. In realtà questa diocesi non fu mai eretta.
Gli Annuari pontifici, fino al 1913, indicano la sede di Hobart come sede metropolitana, mentre a partire dal 1914 come semplice sede arcivescovile, immediatamente soggetta alla Santa Sede.

## Cronotassi dei vescovi
Si omettono i periodi di sede vacante non superiori ai 2 anni o non storicamente accertati.
- Robert William Willson (Wilson) † (22 aprile 1842 - 16 febbraio 1866 dimesso[3])
- Daniel Murphy † (8 marzo 1866 succeduto - 29 dicembre 1907 deceduto)
- Patrick Delany † (29 dicembre 1907 succeduto - 7 maggio 1926 deceduto)
- William Barry † (8 maggio 1926 succeduto - 13 giugno 1929 deceduto)
- William Hayden † (11 febbraio 1930 - 2 ottobre 1936 deceduto)
- Justin Daniel Simonds † (18 febbraio 1937 - 6 settembre 1942 nominato arcivescovo coadiutore di Melbourne[4])
- Ernest Victor Tweedy † (17 dicembre 1942 - 20 settembre 1955 dimesso[5])
- Guilford Clyde Young † (20 settembre 1955 succeduto - 16 marzo 1988 deceduto)
- Joseph Eric D'Arcy † (24 ottobre 1988 - 26 luglio 1999 ritirato)
- Adrian Leo Doyle (26 luglio 1999 succeduto - 19 luglio 2013 ritirato)
- Julian Charles Porteous (19 luglio 2013 - 20 giugno 2025 ritirato)
- Anthony John Ireland, dal 20 giugno 2025

## Statistiche
L'arcidiocesi nel 2023 su una popolazione di 557.569 persone contava 95.290 battezzati, corrispondenti al 17,1% del totale.
| anno | popolazione | popolazione | popolazione | presbiteri | presbiteri | presbiteri | presbiteri                | diaconi | religiosi | religiosi | parrocchie |
| anno | battezzati  | totale      | %           | numero     | secolari   | regolari   | battezzati per presbitero | diaconi | uomini    | donne     | parrocchie |
| ---- | ----------- | ----------- | ----------- | ---------- | ---------- | ---------- | ------------------------- | ------- | --------- | --------- | ---------- |
| 1966 | 63.987      | 366.000     | 17,5        | 119        | 70         | 49         | 537                       |         | 84        | 341       | 47         |
| 1970 | 71.089      | 388.500     | 18,3        | 111        | 71         | 40         | 640                       |         | 77        | 428       | 46         |
| 1980 | 71.290      | 411.800     | 17,3        | 94         | 60         | 34         | 758                       |         | 70        | 268       | 44         |
| 1990 | 82.954      | 448.400     | 18,5        | 70         | 43         | 27         | 1.185                     |         | 57        | 205       | 40         |
| 1999 | 89.156      | 459.659     | 19,4        | 60         | 41         | 19         | 1.485                     |         | 39        | 158       | 41         |
| 2000 | 89.156      | 470.261     | 19,0        | 58         | 39         | 19         | 1.537                     |         | 36        | 154       | 40         |
| 2001 | 89.156      | 470.300     | 19,0        | 56         | 37         | 19         | 1.592                     |         | 36        | 151       | 41         |
| 2002 | 89.156      | 470.100     | 19,0        | 54         | 35         | 19         | 1.651                     | 1       | 31        | 139       | 36         |
| 2003 | 87.691      | 473.300     | 18,5        | 57         | 38         | 19         | 1.538                     |         | 25        | 138       | 30         |
| 2004 | 87.691      | 472.725     | 18,6        | 57         | 37         | 20         | 1.538                     |         | 30        | 124       | 27         |
| 2006 | 87.691      | 477.305     | 18,4        | 53         | 34         | 19         | 1.654                     |         | 31        | 116       | 27         |
| 2013 | 88.834      | 512.100     | 17,3        | 48         | 31         | 17         | 1.850                     | 2       | 25        | 71        | 25         |
| 2016 | 88.903      | 513.800     | 17,3        | 50         | 39         | 11         | 1.778                     | 3       | 19        | 59        | 27         |
| 2019 | 87.300      | 509.965     | 17,1        | 53         | 37         | 16         | 1.647                     | 4       | 22        | 55        | 27         |
| 2021 | 92.680      | 541.760     | 17,1        | 44         | 34         | 10         | 2.106                     | 3       | 16        | 54        | 27         |
| 2023 | 95.290      | 557.569     | 17,1        | 48         | 39         | 9          | 1.985                     | 3       | 13        | 36        | 27         |